# John Logie Baird
John Logie Baird (Helensburgh, Dumbartonshire, 1888. augusztus 13. – Bexhill-on-Sea, East Sussex, 1946. június 14.) skót villamosmérnök, a televíziós műsorszórás egyik úttörője. Készülékével ő volt a világon az első, aki az 1920-as évek közepén képes volt mozgóképet nagy távolságra is közvetíteni.

## Élete
A glasgow-i Royal Technical College elvégzése után a város egyetemén folytatott villamosmérnöki tanulmányait félbeszakította az első világháború. A háborút követően tartósan nem talált munkát, így a karibi szigetvilágba utazott, ahol több szappan- és lekvárüzemet is megnyitott. Üzleti vállalkozásai nem hoztak sikert, így végül 1922-ben megroppant egészségi állapotban és reményvesztetten hazatért Angliába. Egyetemi tanulmányait nem folytatta, hanem kamaszkora kedvteléséhez visszatérve műkedvelőként kísérletezgetett az elektromossággal és az optikával.
Autodidaktaként sajátította el a későbbi találmányához vezető tudást: megismerkedett a fotocellák fényelektromossági alapjaival, az elektroncsővel, a mechanikus képmegjelenítő Nipkow-tárcsával. 1924-ben megalkotta első, harmincsoros, elektromechanikus letapogatású, azaz a képet eltérő intenzitású fénypontokká alakító tárcsás kamerából és neoncsővel megvilágított televíziós készülékből álló rendszerét. Eleinte csupán kisebb távolságokból (pár méterről, a szomszéd irodából) volt képes mozgóképet megjeleníteni, amely azonban egyfelől kisméretű volt, másfelől egy vörös háttérben mozgó, többnyire fekete sziluettet közvetített. 1925. március 25-én a londoni Selfridges áruház közönségének tartott vetítésen mutatta be mozgó sziluetteket (ujj-játékokat) élőben közvetítő készülékét. Ugyanazon év októberében készüléke már képes volt féltónusú képek, azaz felismerhető emberi arcok közvetítésére is, de ez a minőség még mindig nem tette találmányát piacképessé. Hogy anyagilag biztosítsa a további fejlesztéseket, 1926. január 26-án bemutatót tartott a londoni Royal Institutionben, majd a Marconi Companyhez fordult támogatásért. Sikertelenül, noha készüléke ekkor a korábbi öt helyett már másodpercenként tizenkét kép közvetítésére volt alkalmas, amely a mozgáskövetés minőségét javította. Végül 1927. április 27-én megalapította saját társaságát, a Baird Television Development Companyt, piacra dobta a harmincsoros Baird márkanevű televíziót (Baird Televisor), és találmányával a BBC-hez fordult.
A Baird-féle televízió által közvetített gyenge minőségű kép miatt a BBC eleinte nem érdeklődött komolyan ajánlata iránt. Végül azonban a folyamatos tökéletesítések, majd Baird 1927-es London–Glasgow, és 1928-as transzatlanti, London–New York közötti sikeres képátviteli kísérlete meggyőzőek voltak, s a BBC 1929. szeptember 30-án Baird televíziós műsorszóró készülékével megkezdte a kísérleti adások sugárzását. 1930-ban a rendszer már a kép és a hang együttes átvitelére is képes volt, s július 14-én leadták az első rövid játékfilmet, Luigi Pirandello A férfi, aki virágot hord a szájában (The Man with the Flower in his Mouth) című egyfelvonásosának adaptációját. 1931-ben már közvetítették az egyik legjelentősebb angliai társadalmi eseményt, az epsomi derbi finisét is. Erre az időszakra a korábbi tárcsás kamerát már felváltotta a tükördobos felvevő, 1936-tól pedig a harmincsoros kép helyett is 240 soros rendszer üzemelt, ezzel a Baird-féle televíziós képek minősége számottevően javult. 1939-ben kikísérletezett egy színszűrő tárcsával és katódsugárcsővel üzemeltetett színes televíziós készüléket is.
Ez azonban már nem segített a Baird-féle készüléken, végül nem az elektromechanikus technológia jelentette a továbblépést a televíziózás történetében: 1936-ban a BBC átvette az EMI Group és a Marconi Company által kifejlesztett elektronikus képátviteli rendszert és az Emitron kamerát, amelyek az 1940-es évekre teljesen kiszorították Bairdet a televíziózásból. 
A Baird Televisor egyik működő készüléke megtekinthető a Londoni Tudományos Múzeumban (London Science Museum).
További kísérleteivel, találmányaival és kezdetleges készülékeivel többek között hozzájárult a radar (1926) és a videofelvevő (1928) feltalálásához is.